# خورخي سيلفا (لاعب كرة قدم برتغالي)
خورخي سيلفا هو لاعب كرة قدم برتغالي، ولد في 4 ديسمبر 1975 في بورتو في البرتغال. شارك مع منتخب البرتغال تحت 20 سنة لكرة القدم ومنتخب البرتغال تحت 21 سنة لكرة القدم ومنتخب البرتغال لكرة القدم. أما مع النوادي، فقد لعب مع أونياو ليريا ونادي أكاديميكا كويمبرا ونادي بوافيشتا ونادي بيرا مار.

## وصلات خارجية
- خورخي سيلفا (لاعب كرة قدم برتغالي) على موقع الاتحاد الدولي (مؤرشف)  (الإنجليزية)
- خورخي سيلفا (لاعب كرة قدم برتغالي) على موقع قاعدة بيانات كرة القدم.إي يو (الإنجليزية)
- خورخي سيلفا (لاعب كرة قدم برتغالي) على موقع ناشيونال فوتبول تيمز (الإنجليزية)